# Проекция Гаусса — Крюгера
Проекция Гаусса — Крюгера — поперечная цилиндрическая равноугольная картографическая проекция, разработанная немецкими учёными Карлом Гауссом и Луи Крюгером. Получается конформным отображением проекции Меркатора (или другой равноугольной проекции) таким образом, чтобы длина в метрах от экватора вдоль заранее выбранного осевого меридиана отображалась на проекции без искажений в единичном масштабе. Взамен этого теряется свойство проецирования экватора без искажений масштаба. Однако получить такую отображающую функцию для эллипсоида вращения в явном виде затруднительно, потому используют приближённые методы вычисления. Для малой ширины полосы проекции (обычно до 6°) как правило для этого, пользуясь вытекающим из смысла данной отображающей функции свойством аналитичности, используют разложение её в ряд Тейлора относительно осевого меридиана со взятием первых членов этого разложения. Для проецирования широких полос может применяться тройное отображение через шар: равноугольное отображение с эллипсоида на шар по Мольвейде; равноугольное проецирование шара на плоскость в проекции Гаусса-Ламберта; конформное преобразование для обеспечения отсутствия искажений на выбранном меридиане.
Названия «проекция Гаусса — Крюгера» и «поперечная проекция Меркатора» также используются как взаимозаменяемые синонимы.
Применение этой проекции даёт возможность практически без существенных искажений изобразить довольно значительные участки земной поверхности и, что очень важно, построить на этой территории систему плоских прямоугольных координат. Эта система является простой и удобной при проведении инженерных и топографо-геодезических работ.
Аналогом данной проекции, с введённой поправкой для минимизации максимального искажения масштаба, является проекция UTM.

## История
Первый вариант поперечной цилиндрической равноугольной проекции был представлен в 1772 году немецким учёным Иоганном Генрихом Ламбертом. Аналогично простейшему варианту проекции Меркатора эта проекция представляет собой проекцию сферы на цилиндр, однако, в отличие от классической проекции Меркатора, здесь цилиндр ориентирован продольно: не вдоль экватора, а вдоль одного из меридианов.
Вариант поперечной цилиндрической равноугольной проекции, основанный на проекции эллипса, был опубликован в 1825 году Карлом Гауссом. Для обозначения этой проекции использовались названия: «проекция Гаусса — Ламберта», «конформная проекция Гаусса», а также «ганноверская проекция Гаусса», так как она использовалась при обработке данных ганноверской триангуляции 1821—1825 годов. Во второй половине XIX века для обозначения этой проекции также стали использовать название «поперечная проекция Меркатора» (англ. transverse Mercator projection).
Впоследствии немецкий топограф Оскар Шрайбер, основываясь на работах Гаусса, разработал новый вариант проекции, которая получила название «проекция Гаусса — Шрайбера». Эта проекция использовалась в работах над прусским кадастром в 1876—1923 годах.
В 1912 году Луи Крюгер опубликовал труд, продолжающий работы Гаусса и Шрайбера.

## Принцип и применение
Пример алгоритма перевода из географических координат в прямоугольные приведён в Викиучебнике.
В результате исследований было установлено, что оптимальные размеры территории изображения должны ограничиваться меридианами, отстоящими друг от друга на 6° (хотя в принятой в Германии первоначальной версии этой проекции меридианы отстоят на 3°). Эта фигура получила название сфероидального двуугольника. Его размеры: 180° по широте (от полюса до полюса) и 6° по долготе. Несмотря на то, что площадь зоны в проекции (зоны Гаусса) будет увеличенной, относительные искажения длин в отдалённых от среднего меридиана точках экватора на границе зоны составят 1/800. Максимальные искажения длин в пределах зоны составляют +0,14 %, а площадей — +0,27 %, а в пределах России — ещё меньше (примерно 1/1400). Таким образом, искажения длин и площадей в пределах зоны меньше, чем искажения, возникающие при печати карты. Изображение зоны в проекции Гаусса практически не имеет искажений и допускает любые карто- и морфометрические работы.
За точку отсчёта принимается пересечение выбранного осевого меридиана с экватором. Для этого вся земная поверхность разбита на зоны, ограниченные меридианами, отстоящими друг от друга на 6°, с порядковой нумерацией начиная от Гринвичского меридиана на восток. Всего 60 зон. К примеру, 8-я зона находится между меридианами 42° и 48° восточной долготы, а 58-я зона соответственно находится между меридианами 12° и 18° западной долготы.
Координаты отсчитываются от середины зоны, при этом, во избежание отрицательных значений координат, к значению абсциссы прибавляются 500 км.
К примеру, координаты условной точки М (см. пример на иллюстрации) с координатами 50° 28′ 43″ с. ш. и 31° 32′ 46″ в. д. находятся в 6-й зоне (между 30° и 36° восточной долготы), приблизительно севернее на 500 метров и восточнее на 700 метров от пересечения горизонтальной километровой линии 5594 (севернее экватора на 5594 километра) и вертикальной километровой линии 6396 (западнее середины 6-й зоны на 500−396=104 км). Соответственно, запись в прямоугольных координатах условной точки М будет следующей: y = 6396700 и x = 5594500.

## Использование
Проекция Гаусса — Крюгера использовалась в СССР, Болгарии, Польше, Чехословакии и Монголии и до сих пор применяется в Российской Федерации, Украине и в некоторых других бывших советских республиках.